# Chasis de túnel central

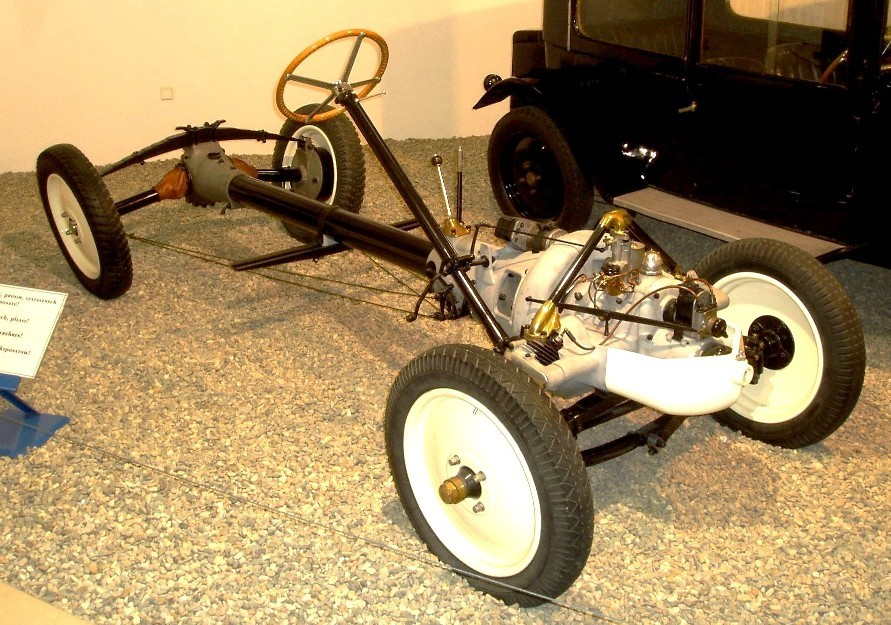
Chasis de Tatra 11

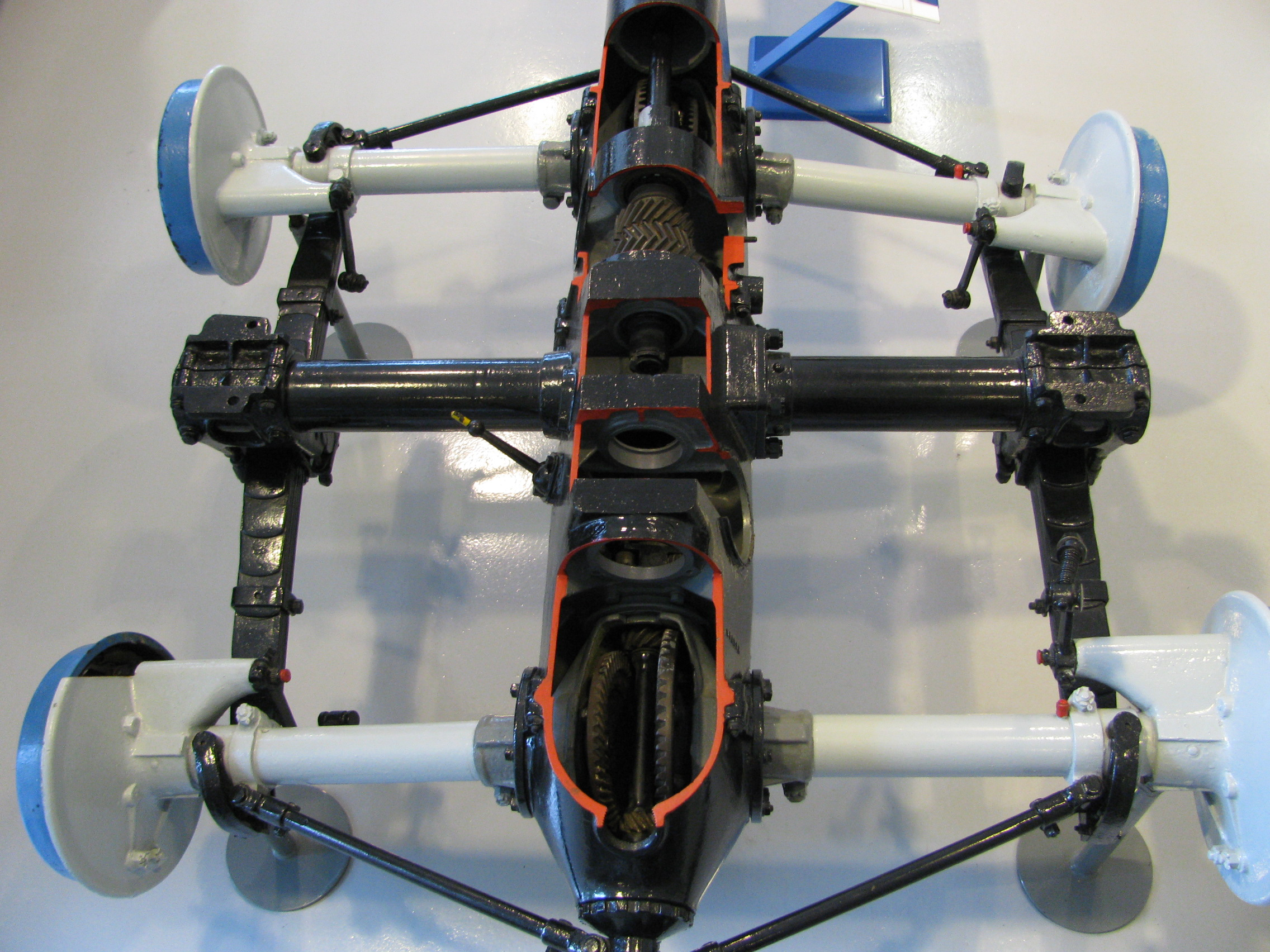
Corte del chasis central de Tatra 26 que deja ver los componentes de la transmisión

Un chasis central, de túnel central o de "espina dorsal" -del inglés backbone chassis-, es un tipo de chasis utilizado en la construcción de automóviles. En lugar del tradicional bastidor bidimensional de largueros y travesaños -ladder chassis en inglés-, se utiliza un robusta estructura tubular (normalmente de  sección rectangular) a la que están conectados los anclajes de las suspensiones delantera y trasera.
La carrocería es por tanto independiente y va fijada sobre este tubo central. Se utilizó por primera vez por la británica Rover 8hp de 1904, seguido por la empresa francesa Simplicia en 1909.
El chasis de túnel central alcanzó su madurez bajo en ingeniero Hans Ledwinka, quien lo utilizó en los grandes Tatra 11 y sucesores. Posteriormente Ledwinka aplicaría este concepto junto con las suspensiones por ejes oscilantes a los vehículos pesados Tatra, dando lugar a la solución conocida como Tatra-concept.

## Diseño
El chasis de túnel central es una característica de diseño de los vehículos pesados Tatra.
Hans Ledwinka utilizó inicialmente la idea en el turismo Tatra 11 de 1923, un vehículo con motor delantero y tracción trasera que ya contaba con una suspensión trasera independiente por eje oscilante. Posteriormente el concepto se desarrolla bajo la idea de modularidad, aprovechando la facilidad para añadir ejes con tracción que ofrece la suspensión/trasmisión por ejes oscilantes. De este modo surge la transmisión 6X4 del camión Tatra 26 que ofrecía excelentes resultados en circulación off-road.

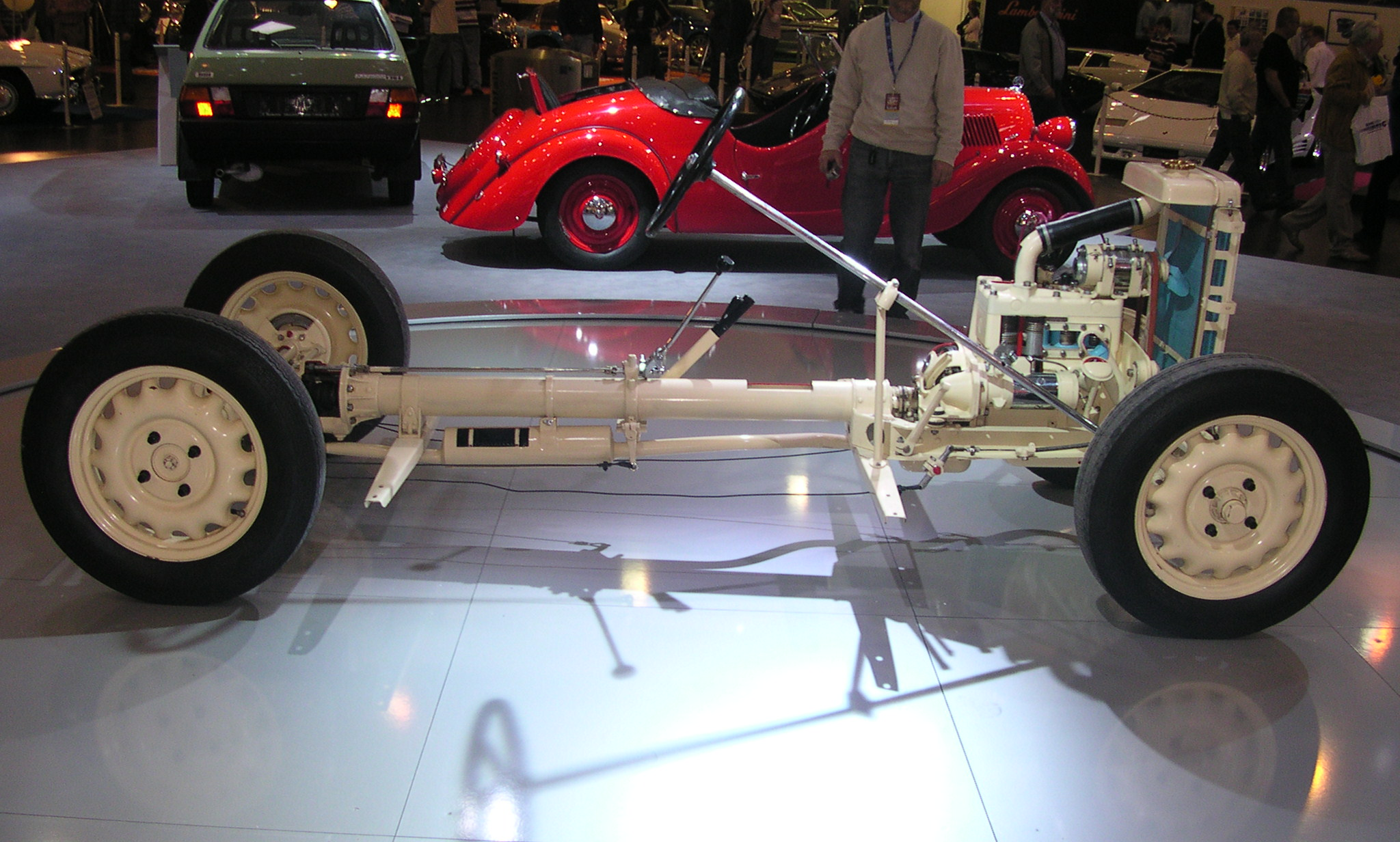
El chasis de un Škoda Popular (1934)

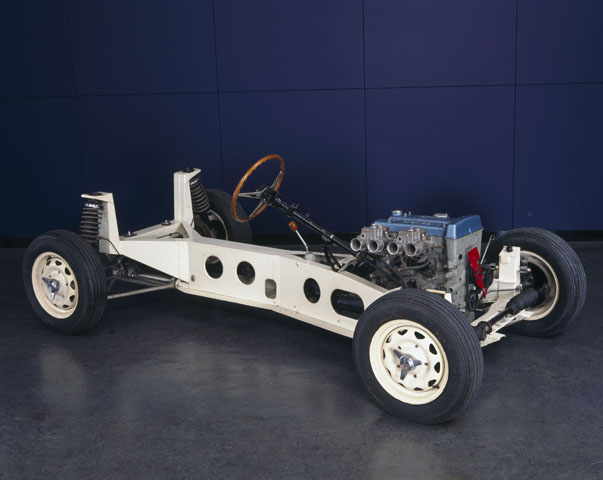
Lotus Elan Chasis con suspensión trasera Mc-Pherson Champman

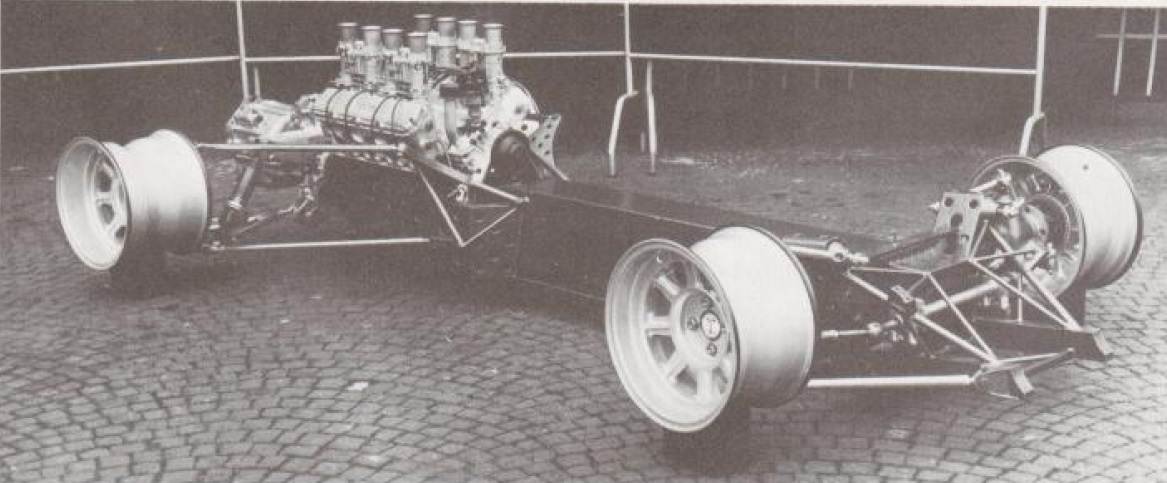
De Tomaso P70 de competición. Los mismos componentes serían utilizados en el De Tomaso Mangusta de serie

Aparte de su utilización en vehículos pesados este tipo de chasis ha sido utilizado también en numerosos automóviles deportivos, donde su rigidez es una ventaja significativa. Sin embargo este tipo de vehículos dejaron de utilizar suspensiones por ejes oscilantes en favor de sistemas más modernos -como la Mc-Pherson Champman de Lotus- y deben contar con una carrocería especialmente preparada para soportar colisiones laterales, puesto que el chasis central no proporciona protección lateral alguna.
Ejemplos de automóviles que han utilizado este tipo de chasis son Simplicia (1910), De Tomaso Mangusta, DMC DeLorean, Lloyd 600, Lotus Elan, Lotus Esprit y Europa, Škoda Popular, Škoda Rápido, Škoda Magnífic, Tatra 77,
Tatra 87, Tatra 97 o  TVR S1 entre otros. Vehículos pesados con chasis central incluyen la producción pasada y presente de la compañía Tatra como el Tatra 111, Tatra 148 y Tatra 815. 

### Híbridos de chasis de largueros y travesaños con túnel central.
Algunos coches también utilizan un túnel central como parte de un autobastidor convencional o de una carrocería monocasco, un ejemplo es el Volkswagen Escarabajo, donde el túnel de transmisión forma parte de un bastidor de largueros y travesaños.
En otros casos el túnel de la transmisión no aporta rigidez siendo meramente una estructura para el soporte de los elementos de la transmisión como en el caso del  Locost. 
Por último hay casos en los que se utilizan subchasis o estructuras auxiliares en chasis centrales donde el túnel central soporta la mayor parte de las cargas torsionales. 
La compañía Triumph Motor Company utilizó un característico chasis de doble estructura cuadrangular central. En el caso de los turismos Triumph Vitesse y Triumph Herald, esta estructura estaba apoyada por un sistema auxiliar de largueros para aportar rigidez a la carrocería, mientras que en los deportivos Triumph Spitfire y Triumph GT6 se empleaban dos subchasis, uno delantero y otro trasero, en los se anclaban los soportes de la suspensión.

## Ventajas
- En vehículos pesados con chasis convencional, este está continuamente sometido a fuerzas de torsión que lo retuercen reduciendo su vida útil. El chasis por tubo central en cambio no sufre estas deformaciones por lo que es más robusto. En turismos sin embargo el túnel puede ser muy intrusivo ocupando espacio por lo que sólo se ha utilizado en vehículos de propulsión trasera, bien con motor delantero, trasero o central.
- En las suspensiones por ejes oscilantes el diferencial va anclado al tubo central, de modo que los semiejes, articulados sobre una junta cardántica y cubiertos por los mangones o "trompetas", oscilan libremente respecto de este. Por tanto se trata de una suspensión independiente que permite que los semiejes se adapten a las irregularidades del terreno en conducción off-road lo que aumenta la capacidad de tracción. En vehículos pesados esta ventaja es marginal en carretera, mientras que en turismos la suspensión por ejes oscilantes dejó de utilizarse en los años 50 del siglo pasado.
- Frente a un eje rígido, la fijación del diferencial al chasis implica que la masa no suspendida es inferior, haciendo además innecesario el uso de mecanismos de guiado lateral del eje como las barras Panhard
- Tanto el árbol de transmisión como los diferenciales y semiejes están cubiertos por el tubo central y las trompetas, lo que aísla todas las partes móviles del exterior, haciendo el sistema extremadamente fiable en conducción fuera de carretera.  A cambio las intervenciones de mantenimiento pueden ser más costosas.
- En las suspensiones por ejes oscilantes el diferencial va anclado al tubo central, de modo que los semiejes articulados por una junta cardántica oscilan libremente respecto de este cubiertos por los mangones o "trompetas". Esta característica

- El sistema modular habilita configuraciones de 2-, 3-, 4-, 5-, 6-,u 8 ejes con distintas distancias entre ruedas.[5][6]

- La suspensión/transmisión por ejes oscilantes es un tipo muy robusto de suspensión independiente, en la que los semiejes, cubiertos por "trompetas",  oscilan libremente, articulados sobre una junta cardánica a la salida del diferencial que a diferencia de las suspensiones dependientes utilizadas habitualmente en vehículos pesados, el diferencial va fijado al chasis, formando parte junto con el árbol de transmisión de la masa suspendida. Por tanto se trata de una suspensión independiente que permite que los semiejes se adapten a las irregularidades del terreno en conducción off-road, lo que aumenta la capacidad de tracción. Esta ventaja es marginal en conducción en carretera.

## Desventajas
- La fabricación de un chasis por túnel central es más costosa que la de un chasis convencional de largueros y travesaños en un vehículo pesado. A cambio el coste de la cadena cinemática es menor a medida que se requieren más ejes con tracción, por lo que el sistema es ideal para configuraciones con tracción multieje.
- El chasis por túnel central es más pesado que un chasis convencional equivalente
- El chasis no ofrece ningún tipo de protección contra impactos laterales, por lo que la caja también puede ser más pesada que en vehículos con chasis convencional

## Túnel central, tubo de empuje y tubos de par
El túnel estructural empleado en este tipo de chasis, no debe confundirse con el tubo -o viga- a través del que se transmitía el par de empuje y reacción en las transmisiones por tubo de empuje. Este antiguo tipo de transmisión -empleado entre otros por el Ford T-, utilizaba un tubo en prolongación del diferencial acoplado a un eje rígido.
Tampoco debe confundirse con los tubos de par o "enclosed drivelines" utilizados para conectar rígidamente el motor y el transeje trasero en algunos deportivos como el Chevrolet Corvette o los Porsche con motor delantero.